# Умор
Умор (болг. Умор) — хан Болгарии из рода Вокил (Укил). Занимал престол всего 40 дней в 766 году.
Он является последним правителем, записанным в Именнике болгарских ханов. Был из рода Укил, который историки считают одноимённым с  родом Вокил. Занимал болгарский престол рекордно короткий срок. Вероятно, принял власть после того, как хану Сабину пришлось спасаться бегством в Византию. Умор был свергнут в результате восстания, возглавляемого будущим ханом Токту.